# یوخاری انگه‌لان
یوخاری انگه‌لان (به لاتین: Yuxarı Əngilan) یک منطقه مسکونی در جمهوری آذربایجان است که در شهرستان خیزی واقع شده‌است.